# فوکسیم
فوکسیم (به انگلیسی: Phoxim) یک ترکیب شیمیایی با شناسه پاب‌کم ۹۵۷۰۲۹۰ است. شکل ظاهری این ترکیب، مایع قرمز مایل به قهوه‌ای است.